# Lísis de Tarento
Lísis de Tarento (??? - c. 390 a.C.) foi um filósofo grego, da escola pitagórica e foi preceptor do estadista tebano Epaminondas.
Lísis proveio da colónia grega de Tarento na Apúlia, no Sul de Itália. A comunidade pitagórica de que fazia parte e que, à época, se distribuira pelas várias colónias gregas estabelecidas ao longo da orla costeira do Sul italiano, gozava de uma reputação problemática, por causa da sua intensiva interventividade e amiguismo politico, o que não raro suscitava represálias, politicamente motivadas, dentro da pólis.

## Incêndio da casa de Mílon de Crotona
A casa de Mílon de Crotona era um núcleo pitagórico importante, na época, onde se reuniam os sectários do pitagorismo do sul italiano, para discutir as acções políticas a tomar, concertadamente, nas suas respectivas pólis. 
Cílon de Crotona era, por nascença, fama e riqueza, um dos cidadãos principais de Crotona (actual Calábria). Porém, era também conhecido por ter mau génio e por ser violento. Quando Cílon, a fim de consolidar o sua posição política na pólis de Crotone, se apresentou na casa de Mílon, a fim de ingressar no pitagorismo e, assim poder gozar das ligações políticas privilegiadas, teve um dissabor. Pitágoras, ciente do mau carácter de Cílon, negou-lhe o acesso.
Cílon, então juntou-se aos rivais políticos dos pitagóricos e engendrou um plano de vingança. Segundo relatos dos filósofos Aristóxenes e Jâmblico, os rivais políticos dos pitagóricos, caudilhados por Cílon, terão atearam fogo aos núcleos pitagóricos de Crotona e do Metaponto. Nestes ataques incendiários, que se estima que terão ocorrido por torno do século V a.C, plausivelmente entre 440 e 415 a.C, pereceu grande parte dos pitagóricos do sul italiano, sendo certo que Lísis e Arquipos de Tarento, ainda jovens, conseguiram escapar com vida. 
Na subsequência desta chacina, os pitagóricos, enquanto força política, ficaram seriamente debilitados, tendo optado por deixar de intervir na vida política, desalentados e decepcionados com a inércia da população geral em agir sobre os autores do crime, que acabou por ficar impune.
Com efeito, de acordo com o relato de Jâmblico, o ataque teve consequências tão drásticas, que resultou na apropriação das terras, cargos políticos e magistraturas, outrora detidas pelos pitagóricos defuntos, por parte dos seus rivais políticos, bem como na declaração de um perdão geral de todas as dívidas das quais os pitagóricos fossem credores.

## Fuga e estabelecimento em Tebas
Lísis e Arquipos, tendo escapado à morte certa, dirigiram-se para a cidade grega de Tebas, onde ficaram sob a tutela de Filolau de Crotona.
Uma vez em Tebas, Lísis turno-se perceptor, tendo instruído inúmeros jovens helénicos notáveis, dos quais se destacou Epaminondas, que se veio a tornar num proeminente estadista e general tebano, responsável por incipiar a hegemonia tebana e por libertar Tebas do jugo espartano.

## Fim de vida e legado
De acordo com um registo que Plutarco fez da tradição oral, da sua época, Lísis terá passado a sua velhice aos cuidados de Polímnis, pai de Epaminondas, gozando de um tratamento familiar, como se de um segundo pai se tratasse, perante todos os filhos de Polímnis.
Quando faleceu, houve vários companheiros, seus conterrâneos de Crotone, que o tinham em elevada estima, que foram a Tebas de propósito para lhe vir buscar o corpo, a fim de o sepultarem na terra-natal.
O conhecimento que detemos a respeito dos escritos de Lísis, chega-nos, em certa medida, por intermédio de Diógenes Laércio, em sede da sua obra a respeito da vida de Pitágoras . Contam-se, então, como obras da autoria de Lísis:
- «Carta a Pitágoras» - Diógenes conta-nos tratar-se de escritos, não adiantando muito mais[16]. Há historiadores que especulam que se poderá tratar de uma carta dirigida a Pitágoras.[17]
- «Os Versos dourados de Pitágoras» -  Segundo o autor e tradutor francês Fabre d'Olivet, o verdadeiro autor desta obra, será antes Lísis[18]. E.D. Kowalski, historiador mais contemporâneo, por seu turno, espéculou, na sua análise dos «Versos dourados», que os mesmo se poderão tratar antes de uma obra colaborativa de vários autores, dentre os quais se conta Lísis. [19]

Outras obras que, hoje em dia, são atribuídas a Lísis, mas que, historicamente, se julgou tratar-se de obras da autoria de Pitágoras são as epístolas: «De istitutione» ; «De Civilitate» ; «De Natura». 

## Carta Apócrifa
Durante muito tempo atribuiu-se a autoria da «Carta a Hiparco» a Lísis, tendo sido uma obra que conheceu grande popularidade durante o Renascimento.
A «Carta a Hiparco» trata-se de uma missiva dirigida a Hiparco, filósofo pitagórico do século IV a.C, sendo certo que nela Lísis também discorre a respeito de Pitágoras.

« Muita gente me conta que filosofas em público, apesar de Pitágoras no-lo haver proibido expressamente. Pitágoras, que legou as suas obras à filha, Damo, proibiu-a de as partilhar com quem quer que fosse de fora. Ela-mesma podê-las-ia ter vendido por bom preço, mas recusou-se, por obediência à vontade do pai, preferindo viver na penúria ao resplendor do ouro.  (Diógenes Laércio Pitágoras)
Actualmente, crê-se que esta obra será uma pseudepigrafia. A primeira edição terá sido publicada por Aldus Manutius em Veneza, já em 1499. O cardeal Bessarion terá traduzido a suposta carta no século XV. No século XVI, houve novas traduções do latim, elaboradas por Philipp Melanchthon  e Copérnico. Copérnico ter-se-á deixado levar pelo trecho supra citado, tornando-se relutante em publicar as suas descobertas.